# 静慈彰
静 慈彰（しずか じしょう 1978年 - ）は、高野山真言宗の僧侶。

## 略歴
1978年、和歌山県高野山清涼院に生まれる。洛南高等学校を卒業、次いで京都府立大学国際文化学科を卒業。2008年、高野山大学大学院密教学専攻博士後期課程満期退学。

### 職歴
2003年から2006年まで、高野山米国別院、シアトル仏教会に赴任。2011年、南福寺住職に就任。2021年、東福寺住職に就任。清凉院副住職、大僧都。

### ミニマム生活
阪神・淡路大震災でローンで買っただろう住宅が倒壊しているのを見て、住宅はリスクと思うようになる。
自分のやりたいことを貫き通そうとした結果、勤めていた寺を解雇されたことがある。35歳で結婚したが、妻には夫とはこうあるべきと束縛されたことから逃亡しようと思うようになる。
離婚の前年にニュージーランドの旧友のところを訪れたところ、脱サラして夫婦で自動車で暮らしていたのが楽しく、ニュージーランドの人々はおおらかで自由だった。このことから自動車で暮らすことを考える。
2016年の離婚を機に、何もかも捨ててシンプルに暮らそうと思うようになり自動車で暮らすようになる。約30万円の中古のワンボックスカーを購入して、自ら改造して住めるようにした。

## 家族
- 静慈圓 - 高野山大学名誉教授

## 著書
- 『サラスワティーに連れられてインドを旅する』（春風社、2010年） ISBN 978-4861101960
- 『くるま暮らし。- 社会不適合僧侶の究極ミニマル生活 -』（飛鳥新社、2018年）ISBN 978-4864106580

## 取材
- 「車中泊を続けるフリーランス僧侶が教える“くるま暮らし”」【ダ・ヴィンチ】2019年2月21日付
- 「車暮らしで説法行脚“旅するお坊さん”が到達したミニマル生活」【AERA】2019年6月2日付
- 「生きづらい人が逃げこめる「駆けこみ寺」をつくりたい。クラウドファンディングでご支援ください」【彼岸寺】2020年5月26日付